# Patricia Roberts Harris
Patricia Roberts Harris (31 de mayo de 1924-23 de marzo de 1985) fue una política, diplomática y jurista estadounidense y la primera mujer afroamericana que formó parte del Gabinete de los Estados Unidos y que formó parte de la línea de sucesión a la Presidencia de Estados Unidos. Durante la administración del presidente Jimmy Carter (1977-1981) desempeñó los cargos de secretaria de Vivienda y Desarrollo Urbano y secretaria de Salud, Educación y Bienestar, fue durante su mandato que este departamento se dividió, por lo que se convirtió en la primera secretaria de Salud y Servicios Humanos.
Previo a su paso por el Gabinete, Harris fue la primera mujer afroamericana en ser nombrada embajadora de los Estados Unidos, cuando el presidente Lyndon B. Johnson la nominó para representar al país en Luxemburgo en 1965 y la primera afroamericana en servir como decano de una facultad de derecho en los Estados Unidos, cuando fue nombrada para el cargo en la Universidad Howard en 1969.
Durante su etapa en el Consejo Americano de Derechos Humanos, Harris conoció a William Beasley Harris, entonces miembro de la facultad de Derecho de Howard y más tarde juez administrativo de la Comisión Marítima Federal. Empezaron a salir en 1955 y se casaron el 1 de septiembre de 1955.
Harris era miembro de la hermandad Delta Sigma Theta y fue durante seis años su primera directora ejecutiva nacional.
En 1967, Lord Snowdon fotografió a Harris en las Naciones Unidas para Vogue. En su tiempo libre, Harris disfrutaba cocinando.
Harris murió de cáncer de mama a los 60 años el 23 de marzo de 1985. Fue enterrada en el cementerio Rock Creek de Washington D. C..

## Biografía
Patricia Roberts nació el 31 de mayo de 1924 en Mattoon, Illinois, hija del camarero de vagón Bert Fitzgerald Roberts y de Hildren Brodie (de soltera Johnson). Tuvo un hermano menor, Malcolm, conocido por su familia como Mickey. Sus padres se separaron cuando ella tenía 6 años, tras lo cual fue criada principalmente por su madre y su abuela, asistiendo a la escuela pública de Chicago, IL.
Tras obtener becas para cinco universidades diferentes, Roberts eligió la Universidad Howard, de la que se graduó summa cum laude en 1945. Mientras estudiaba en Howard, fue elegida Phi Beta Kappa y ocupó el cargo de Vicepresidenta de la sección de la NAACP de la Universidad Howard. Durante su estancia en la Universidad Howard, también fue miembro de Delta Sigma Theta, una hermandad de mujeres históricamente negras que se había fundado en la alma mater de Patricia en 1913. En 1943, participó en una de las primeras sentadas en mostradores de comida del país. Realizó estudios de posgrado en relaciones industriales en la Universidad de Chicago de 1946 a 1949.Con el fin de participar más activamente en la defensa de los derechos civiles, en 1949 se trasladó a la American University, donde finalmente obtuvo un máster.
Tras casarse en 1955, Harris empezó a dedicarse a la educación, pero vio que las oportunidades eran limitadas debido a la segregación. Su marido la animó a estudiar Derecho, y se licenció en Derecho por el Centro Nacional de Derecho de la Universidad George Washington en 1960, ocupando el primer puesto de una promoción de noventa y cuatro estudiantes. Aprobó el examen de acceso a la abogacía ese mismo año.

## Trayectoria
Mientras estudiaba en Chicago, Roberts fue directora de programas de la Asociación Cristiana de Mujeres Jóvenes. Al mismo tiempo que estudiaba en la American University, trabajó como directora adjunta del Consejo Americano de Derechos Humanos, cargo que ocupó desde 1949 hasta 1953. Su primer puesto en el gobierno de EE. UU. fue en 1960 como abogada en la sección de apelaciones e investigación de la división penal del Departamento de Justicia de EE. UU. Allí conoció y entabló amistad con Robert F. Kennedy, el nuevo fiscal general.
Un año más tarde, Harris aceptó un puesto como profesora y decana asociada de estudiantes en la Universidad Howard. En 1963, dejó de ser decana, pero continuó como profesora. Al mismo tiempo, entre 1962 y 1965, trabajó con la Unión de Libertades Civiles del Área de la Capital Nacional. A medida que sus dotes como organizadora florecían, Harris también se implicaba cada vez más en el Partido Demócrata. En 1963 fue nombrada profesora titular de Howard y el presidente John F. Kennedy la nombró copresidenta del Comité Nacional de Mujeres por los Derechos Civiles, descrito como una «organización paraguas que englobaba a unos 100 grupos de mujeres de todo el país». Su copresidenta era Mildred McAfee Horton.
En 1964, Harris fue elegida delegada a la Convención Nacional Demócrata por el Distrito de Columbia. Trabajó en la campaña presidencial de Lyndon Johnson y apoyó su candidatura en la Convención Demócrata de 1964. En octubre de 1965, el presidente Johnson la nombró embajadora en Luxemburgo, cargo que desempeñó hasta el final de la administración Johnson. Fue la primera mujer afroamericana nombrada enviada estadounidense. Sobre su nombramiento dijo: «Me siento profundamente orgullosa y agradecida de que este Presidente me eligiera para derribar esta barrera, pero también un poco triste por ser la “primera mujer negra”, porque implica que antes no se nos tenía en cuenta». Además, Johnson la nombró delegada suplente en la Asamblea General de las Naciones Unidas para los años 1966-68.
En 1967, Harris regresó al cuerpo docente de la Facultad de Derecho de la Universidad Howard, de la que fue nombrada decana en 1969, otra primicia para una mujer negra. Dimitió como decana un mes después, cuando el presidente de la Universidad Howard, James E. Cheek, se negó a apoyar su firme postura contra las protestas estudiantiles. A continuación, se incorporó a Fried, Frank, Harris, Shriver & Jacobson, uno de los bufetes de abogados más prestigiosos de Washington D. C..
En 1971, Harris fue nombrada miembro del consejo de administración de IBM, convirtiéndose en la primera mujer negra estadounidense en formar parte del consejo de administración de una empresa de la lista Fortune 500. Además, formó parte de los consejos de Scott Paper, el National Bank of Washington y el Chase Manhattan Bank. Tras su nombramiento para el consejo del Chase Manhattan, observó: «Las exigencias sobre el pequeño grupo de negros que se ha desarrollado en los últimos 300 años son demasiado grandes. Lo que hay que hacer es aumentar esa reserva, y eso es algo que las grandes empresas pueden ayudar a hacer. Soy la primera en muchos consejos, pero no voy a contentarme con seguir siendo la única negra, o la única mujer".
Harris siguió influyendo en el Partido Demócrata cuando, en 1972, fue nombrada presidenta del comité de credenciales y, en 1973, miembro del Comité Nacional Demócrata. Un testimonio de su eficacia y su compromiso con la excelencia se produjo cuando el presidente Jimmy Carter la nombró para dos puestos en el gabinete durante su gobierno.

### Secretaria de Gabinete
Harris fue nombrada Secretaria de Vivienda y Desarrollo Urbano (HUD) del gabinete del presidente Jimmy Carter cuando éste asumió el cargo en 1977. En su audiencia de confirmación, el senador William Proxmire cuestionó si Harris procedía de un entorno de riqueza y poder excesivos para ser una Secretaria de HUD eficaz. Ella respondió: «Soy una mujer negra, hija de un camarero de vagón Pullman (ferrocarril). Soy una mujer negra que hace ocho años no podía comprar una casa en algunas zonas del Distrito de Columbia. No empecé como miembro de un prestigioso bufete de abogados, sino como una mujer que necesitaba una beca para ir a la escuela. Si creen que lo he olvidado, se equivocan". Por lo demás, su confirmación se produjo sin contratiempos. A esas alturas de su vida, Harris se había consolidado no sólo como una reconocida líder de los derechos civiles, sino también como una destacada abogada corporativa y empresaria. Una vez confirmada, Harris se convirtió en la primera mujer afroamericana en entrar en la línea de sucesión presidencial. Fue Secretaria del HUD de 1977 a 1979,  reorganizando el departamento y pasando de derribar barrios marginales a rehabilitar los barrios mediante millones de dólares de financiación y su Programa de Estrategia de Barrios para la reconstrucción, Subvenciones de Acción para el Desarrollo Urbano para atraer a las empresas de vuelta a las ciudades, y un Plan de Vivienda Urbana ampliado. El Washington Post, mirando hacia atrás en sus reformas varios años después, señaló: «Tras dos años como Secretaria, la agencia había pasado de ser una mera extensión de la industria inmobiliaria nacional a convertirse en una defensora de la salvación de los centros urbanos».
Como resultado de su éxito al frente del HUD, Carter nombró a Harris Secretaria de Salud, Educación y Bienestar, el mayor organismo del Gabinete, en 1979. Una vez más, el proceso de confirmación fue fácil. Tras la entrada en vigor de la Ley de Organización del Departamento de Educación el 4 de mayo de 1980, las funciones educativas del departamento se transfirieron al Ministerio de Educación. Harris permaneció como Secretario del rebautizado Departamento de Salud y Servicios Humanos hasta que Carter dejó el cargo en 1981. Dado que el Departamento sólo había cambiado de nombre, en lugar de disolverse y crearse un nuevo departamento, no tuvo que volver a ser confirmada por el Senado tras el cambio. Durante su mandato en el Departamento, Harris se enfrentó a varias crisis presupuestarias y renovó el equipo directivo.

### Después del gobierno
En 1981, Harris fue nombrada profesora a tiempo completo en la Facultad de Derecho de la Universidad George Washington, donde permaneció hasta su muerte en 1985.
Harris se presentó sin éxito a la alcaldía de Washington D. C., en 1982, y perdió las elecciones primarias del 14 de septiembre frente a la alcaldesa en funciones, Marion Barry. Entre los factores que contribuyeron a la derrota, como su forma de comunicarse brusca y sin rodeos, algunos estudiosos han señalado, que Washington D. C. nunca había elegido a una alcaldesa. Sin embargo, la primera alcaldesa de la ciudad, Sharon Pratt (1991-95), se curtió como directora de campaña de Harris en su carrera a la alcaldía.

## Legado
A su muerte, Harris creó la Beca Patricia Roberts Harris de Asuntos Públicos para permitir a los estudiantes de la Howard University realizar prácticas en asuntos públicos nacionales e internacionales. Establecido en 1987, el programa proporciona un estipendio para una pasantía de verano, junto con oportunidades de tutoría, académicas y de aprendizaje de servicio; hasta ahora ha servido a más de 200 becarios.
El 27 de enero de 2000, el Servicio Postal de Estados Unidos puso a la venta el sello conmemorativo número 23 de su serie Black Heritage Series, en honor a Harris. El sello fue diseñado por Richard Sheaff de Scottsdale, Arizona, y se produjeron 150 millones de copias en reconocimiento del Mes de la Historia Negra. Además, en 2003, Harris fue incluida en el Salón Nacional de la Fama de la Mujer.